# Општина Килија Веке (Тулћа)
Килија Веке (рум. Chilia Veche) општина је у Румунији у округу Тулћа.
Oпштина се налази на надморској висини од 10 m.